# アントニオ・バラガン
アントニオ・バラガン・フェルナンデス（Antonio Barragán Fernández, 1987年6月12日 - ）は、スペイン王国ガリシア州ア・コルーニャ県ポンテデウメ出身の元サッカー選手。現役時代のポジションはディフェンダー。

## 経歴
セビージャFCのカンテラ出身だが、ラファエル・ベニテスのお眼鏡にかない、トップチームに上がる前にリヴァプールFCへと引き抜かれた。しかしリヴァプールではUEFAチャンピオンズリーグの予備選に一試合出場したのみで、リザーブチームでプレーしていた。
2006年の夏に開催されたU-19欧州選手権で不動の右サイドバックとして出場し、優勝に貢献。大会終了後、セビージャ時代の恩師であるホアキン・カパロス監督の誘いで、デポルティーボに買い戻しオプション付きで移籍した。同年10月にはレアル・ソシエダ戦でリーガ・エスパニョーラ初ゴール。同月、U-21スペイン代表に初招集された。またガリシア州選抜として、2006年末にリアソールで行われたエクアドル戦に出場した。2007年夏に就任したミゲル・アンヘル・ロティーナ監督がベテラン主体のチーム作りを進めたため、以降はマヌエル・パブロの控えという扱いであった。2009年6月8日にデポルティーボとの契約満了に伴い、レアル・バリャドリードに移籍。
2007年2月のU-21イングランド代表戦では、自陣からドリブルで相手ゴール前まで持ち込みフラドのゴールをアシスト。U-21代表での初アシストを記録した。

## 所属クラブ
ユース経歴
- セビージャFC 2004-2005

プロ経歴
- リヴァプールFC 2005-2006
- デポルティーボ・ラ・コルーニャ 2006-2009
- レアル・バリャドリード 2009-2011
- バレンシアCF 2011-2016
- ミドルズブラFC 2016-2018
  -  レアル・ベティス 2017-2018 (loan)
- レアル・ベティス 2018-2020
- エルチェCF 2020-2022

## タイトル
U-19スペイン代表
- UEFA U-19欧州選手権 : 2006